# Ескатні (Вермонт)
Ескатні (англ. Ascutney) — переписна місцевість (CDP) в США, в окрузі Віндзор штату Вермонт. Населення — 529 осіб (2020).

## Географія
Ескатні розташоване за координатами 43°24′26″ пн. ш. 72°24′15″ зх. д. / 43.40722° пн. ш. 72.40417° зх. д. (43.407098, -72.404145).  За даними Бюро перепису населення США в 2010 році переписна місцевість мала площу 4,27 км², з яких 4,25 км² — суходіл та 0,01 км² — водойми.

## Демографія
Згідно з переписом 2010 року, у переписній місцевості мешкало 540 осіб у 260 домогосподарствах у складі 157 родин. Густота населення становила 127 осіб/км².  Було 282 помешкання (66/км²).
Расовий склад населення:
| - 96,1 % — білих - 1,3 % — азіатів - 0,4 % — корінних американців |

До двох чи більше рас належало 1,7 %. Частка іспаномовних становила 1,5 % від усіх жителів.
За віковим діапазоном населення розподілялося таким чином: 13,7 % — особи молодші 18 років, 56,9 % — особи у віці 18—64 років, 29,4 % — особи у віці 65 років та старші. Медіана віку мешканця становила 54,5 року. На 100 осіб жіночої статі у переписній місцевості припадало 98,5 чоловіків;  на 100 жінок у віці від 18 років та старших — 96,6 чоловіків також старших 18 років.
Середній дохід на одне домашнє господарство  становив 44 403 долари США (медіана — 36 806), а середній дохід на одну сім'ю — 60 112 долари (медіана — 65 679). За межею бідності перебувало 8,1 % осіб, у тому числі 0,0 % дітей у віці до 18 років та 4,7 % осіб у віці 65 років та старших.
Цивільне працевлаштоване населення становило 214 осіб. Основні галузі зайнятості: освіта, охорона здоров'я та соціальна допомога — 30,4 %, фінанси, страхування та нерухомість — 15,0 %, будівництво — 12,1 %.